# Blacus paucicrenulatus
Blacus paucicrenulatus är en stekelart som beskrevs av Van Achterberg 1988. Blacus paucicrenulatus ingår i släktet Blacus och familjen bracksteklar. Inga underarter finns listade.